# Raz, Dwa, Trzy
Raz, Dwa, Trzy – polski zespół muzyczny łączący muzykę rock oraz współczesną poezję.

## Historia
Zespół Raz, Dwa, Trzy został założony w lutym 1990 roku przez studentów Wyższej Szkoły Pedagogicznej w Zielonej Górze: Adama Nowaka, Grzegorza Szwałka, Jacka Olejarza i Jacka Ograbka. W trzy miesiące po powstaniu zespół wygrał 26. Studencki Festiwal Piosenki w Krakowie piosenkami „Talerzyk”, „Wchodzi”, „Rzeka”, „W każdej knajpie” oraz „Rozkaz”. W lutym 1991 roku w studiu Winicjusza Chrósta zostały zarejestrowane kompozycje na debiutanckie wydawnictwo. Płyta pt. Jestem Polakiem ukazała się tego samego roku. W 1992 roku grupa wystąpiła na Festiwalu Muzyków Rockowych w Jarocinie. Tego samego roku dzięki dofinansowaniu władz Zielonej Góry w tamtejszym studiu Arlekin został nagrany drugi album. Płyta zatytułowana To ja została zrealizowana przez ówczesnego członka zespołu Marka Nowaka (keyboard) i wydana w 1992 roku. W 1994 roku został wydany trzeci album studyjny formacji pt. Cztery. W 1996 roku ukazał się czwarty album grupy zatytułowany Sufit.
W 1998 roku został wydany piąty album zespołu pt. Niecud. 28 lutego 2000 roku ukazała się kompilacja nagrań Raz, Dwa, Trzy zatytułowana Muzyka z talerzyka. 7 grudnia tego samego roku w warszawskim klubie „Wektor X” odbył się koncert z okazji dziesięciolecia działalności zespołu. 29 lipca 2002 roku ukazał się album koncertowy grupy pt. Czy te oczy mogą kłamać. Na wydawnictwie zarejestrowanym podczas koncertu w Studiu Koncertowym im. Agnieszki Osieckiej w Radiowej Trójce znalazły się interpretacje piosenek Agnieszki Osieckiej. Szósty album zespołu pt. Trudno nie wierzyć w nic został wydany 31 marca 2003 roku. 24 września 2007 roku ukazał się album koncertowy zatytułowany Młynarski. Na wydawnictwie zarejestrowanym 10 czerwca tego samego roku podczas koncertu w Studiu Koncertowym im. Agnieszki Osieckiej w Radiowej Trójce znalazły się interpretacje piosenek Wojciecha Młynarskiego. 1 marca 2010 roku został wydany siódmy album Raz, Dwa, Trzy pt. Skądokąd. 16 czerwca płyta uzyskała w Polsce status platynowej sprzedając się w nakładzie 30 000 egzemplarzy. Z kolei 29 listopada ukazał się album koncertowy formacji zatytułowany Raz, Dwa, Trzy – Dwadzieścia.

## Dyskografia

### Albumy studyjne
| Rok                        | Album                                                                         | Pozycja na liście | Sprzedaż       | Certyfikat              |
| Rok                        | Album                                                                         | POL               | Sprzedaż       | Certyfikat              |
| -------------------------- | ----------------------------------------------------------------------------- | ----------------- | -------------- | ----------------------- |
| 1991                       | Jestem Polakiem - Data: 1991 - Wydawca: Polskie Nagrania                      | –                 |                |                         |
| 1993                       | To ja - Data: 1993 - Wydawca: Pomaton                                         | –                 |                |                         |
| 1994                       | Cztery - Data: 7 listopada 1994 - Wydawca: Pomaton                            | –                 | - POL: 35 000+ | - ZPAV: złota płyta     |
| 1996                       | Sufit - Data: 4 marca 1996 - Wydawca: Pomaton                                 | –                 |                |                         |
| 1998                       | Niecud - Data: 14 grudnia 1998 - Wydawca: Pomaton EMI                         | –                 |                |                         |
| 2003                       | Trudno nie wierzyć w nic - Data: 31 marca 2003 - Wydawca: Warner Music Poland | 1                 | - POL: 70 000+ | - ZPAV: platynowa płyta |
| 2010                       | Skądokąd - Data: 1 marca 2010 - Wydawca: 4ever Music                          | 2                 | - POL: 30 000+ | - ZPAV: platynowa płyta |
| „–” album nie był notowany |                                                                               |                   |                |                         |

### Albumy koncertowe
| Rok                        | Album                                                                         | Pozycja na liście | Sprzedaż                     | Certyfikat                                         |
| Rok                        | Album                                                                         | POL               | Sprzedaż                     | Certyfikat                                         |
| -------------------------- | ----------------------------------------------------------------------------- | ----------------- | ---------------------------- | -------------------------------------------------- |
| 2002                       | Czy te oczy mogą kłamać - Data: 29 lipca 2002 - Wydawca: Polskie Radio        | 3                 | - POL: 70 000+               | - ZPAV: platynowa płyta                            |
| 2007                       | Młynarski - Data: 24 września 2007 - Wydawca: 4ever Music                     | 1                 | - POL: 60 000+               | - ZPAV: 2x platynowa płyta                         |
| 2010                       | Raz, Dwa, Trzy – Dwadzieścia - Data: 29 listopada 2010 - Wydawca: 4ever Music | 6                 | - POL: 30 000+ - POL: 5 000+ | - ZPAV: platynowa płyta CD - ZPAV: złota płyta DVD |
| 2016                       | Raz, Dwa, Trzy… 25 - Data: 16 września 2016 - Wydawca: Warner Music Poland    | 5                 |                              |                                                    |
| „–” album nie był notowany |                                                                               |                   |                              |                                                    |

### Kompilacje
| Rok  | Album                                                            |
| ---- | ---------------------------------------------------------------- |
| 2000 | Muzyka z talerzyka - Data: 28 lutego 2000 - Wydawca: Pomaton EMI |

### Single
| Rok                        | Tytuł                                  | Pozycja na liście | Pozycja na liście |
| Rok                        | Tytuł                                  | LP3               | SLiP              |
| -------------------------- | -------------------------------------- | ----------------- | ----------------- |
| 1994                       | „Czekam i wiem”                        | 16                | –                 |
| 1994                       | „Nikt nikogo (i tak warto żyć)”        | 17                | –                 |
| 1995                       | „Ciało ziemiste”                       | 43                | –                 |
| 1996                       | „Tyle będzie”                          | 35                | –                 |
| 1998                       | „Nie tylko dla Ciebie”                 | 24                | –                 |
| 1999                       | „Czarna Inez”                          | 4                 | 58                |
| 1999                       | „Ona palcem dotyka”                    | 42                | –                 |
| 2000                       | „Talerzyk 2000”                        | 24                | –                 |
| 2002                       | „Czy te oczy mogą kłamać”              | 1                 | 32                |
| 2002                       | „Oczy tej małej”                       | 1                 | –                 |
| 2002                       | „Ballada dla okruszka”                 | 2                 | –                 |
| 2003                       | „Trudno nie wierzyć w nic”             | 1                 | 10                |
| 2003                       | „Jutro możemy być szczęśliwi”          | 6                 | 30                |
| 2003                       | „Niech dobry duch rozdaje”             | 23                | –                 |
| 2004                       | „Nazywaj rzeczy po imieniu”            | 3                 | 37                |
| 2004                       | „Tak mówi pismo”                       | 5                 | –                 |
| 2007                       | „Jesteśmy na wczasach”                 | 1                 | 48                |
| 2007                       | „Piosenka starych kochanków”           | 1                 | –                 |
| 2007                       | „Absolutnie”                           | 10                | –                 |
| 2010                       | „Dalej niż sięga myśl”                 | 4                 | 7                 |
| 2010                       | „Już”                                  | 1                 | –                 |
| 2010                       | „Zgodnie z planem (Może świt błyśnie)” | 11                | 25                |
| 2011                       | „Z uśmiechem dziecka kamień”           | 14                | –                 |
| „–” utwór nie był notowany |                                        |                   |                   |

## Nagrody i wyróżnienia
| Rok  | Kategoria                                                      | Nagroda  | Uwagi     |
| ---- | -------------------------------------------------------------- | -------- | --------- |
| 2003 | Piosenka roku („Trudno nie wierzyć w nic”)                     | Fryderyk | Nagroda   |
| 2003 | Album roku muzyka alternatywna (Trudno nie wierzyć w nic)      | Fryderyk | Nagroda   |
| 2003 | Wideoklip roku („Trudno nie wierzyć w nic”)                    | Fryderyk | Nominacja |
| 2003 | Wokalista roku (Adam Nowak)                                    | Fryderyk | Nominacja |
| 2003 | Grupa roku                                                     | Fryderyk | Nagroda   |
| 2003 | Autor roku (Adam Nowak)                                        | Fryderyk | Nagroda   |
| 2003 | Produkcja muzyczna roku (Trudno nie wierzyć w nic)             | Fryderyk | Nagroda   |
| 2008 | Wideoklip roku („Jesteśmy na wczasach”)                        | Fryderyk | Nominacja |
| 2008 | Wokalista roku (Adam Nowak)                                    | Fryderyk | Nominacja |
| 2008 | Wydawnictwo Specjalne – Najlepsza Oprawa Graficzna (Młynarski) | Fryderyk | Nominacja |
| 2008 | Autor roku (Adam Nowak)                                        | Fryderyk | Nominacja |
| 2008 | Grupa roku                                                     | Fryderyk | Nagroda   |
| 2008 | Album roku pop (Młynarski)                                     | Fryderyk | Nagroda   |
| 2011 | Autor roku (Adam Nowak)                                        | Fryderyk | Nominacja |
| 2011 | Grupa roku                                                     | Fryderyk | Nominacja |
| 2011 | Album roku piosenka poetycka (SkąDokąd)                        | Fryderyk | Nominacja |
| 2011 | Album roku piosenka poetycka (20 lat)                          | Fryderyk | Nominacja |
| 2011 | Piosenka roku („Dalej niż sięga myśl”)                         | Fryderyk | Nominacja |
| 2011 | Piosenka roku („Już”)                                          | Fryderyk | Nominacja |